# Santa Filomena do Maranhão
Santa Filomena do Maranhão este un oraș în unitatea federativă Maranhão (MA), Brazilia.